# Everblock

Everblock é uma solução tecnológica brasileira voltada para o armazenamento seguro e descentralizado de informações, baseada em blockchain e IPFS. Desenvolvido pela empresa TS4 Segurança e Auditoria e reconhecido oficialmente como produto estratégico de defesa pelo Ministério da Defesa do Brasil.

## Finalidade
O Everblock tem como objetivo oferecer uma plataforma de alta segurança para o registro, armazenamento e rastreamento de dados sensíveis em ambientes institucionais e governamentais. A tecnologia utiliza uma arquitetura descentralizada que combina blockchain pública e privada com o sistema de arquivos IPFS (InterPlanetary File System), visando garantir a integridade, autenticidade e rastreabilidade das informações.

## Reconhecimento pelo governo brasileiro
Em dezembro de 2024, o Ministério da Defesa publicou no Diário Oficial da União uma portaria que reconhece a solução como tecnologia estratégica de defesa nacional. A medida visa fortalecer a soberania digital do país e reduzir a dependência de soluções estrangeiras.

## Aplicações
Entre as aplicações previstas e já em uso do Everblock estão:
- Registro de documentos oficiais com imutabilidade garantida;
- Rastreabilidade de ações administrativas e processos logísticos;
- Armazenamento seguro de dados públicos e sigilosos;
- Apoio à infraestrutura de ciberdefesa nacional[5].

## Desenvolvimento

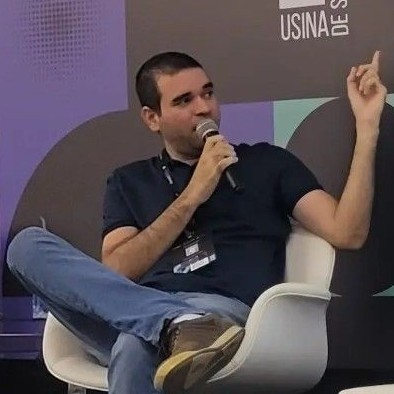
Andrews Nobre Rodrigues no Blockchain Rio Festival.

O Everblock foi idealizado sob liderança técnica de Andrews Nobre Rodrigues e desenvolvido pela empresa brasileira TS4 Segurança e Auditoria, que atua no setor de soluções para segurança da informação e blockchain institucional. A empresa foi credenciada como fornecedora oficial do Ministério da Defesa com três soluções distintas em blockchain, sendo o Everblock a principal delas.

## Registro no INPI
O Everblock foi registrado no Instituto Nacional da Propriedade Industrial (INPI) como programa de computador, conforme consta na Revista da Propriedade Industrial (RPI) nº 2806, publicada em 15 de outubro de 2024.